# Pretties for You (musikgrupp)
Pretties for You är ett svenskt pop- och rockband från Göteborg som bildades 2011. Bandet har släppt ett studioalbum, två EP:s och fyra singelskivor.

## Medlemmar
- Martina Forsgren, sång
- Michael Franke, gitarr
- Simon Andersson, bas
- Martin Brodin, trummor
- Christian Johansson, synth/piano

## Diskografi
Studioalbum
- We Have Our Reasons (2014)

EP
- Silver Lining (2012)
- Woods (2011)

Singlar
- We Have Our Reasons (2014)
- Talk (2014)
- Tick Tock (ST Remix) (2013)
- When The Lights Went Out (2012)